# Libia na Letnich Igrzyskach Olimpijskich 1980
Libię na Letnich Igrzyskach Olimpijskich 1980 reprezentowało 32 zawodników (sami mężczyźni). Był to 3 start reprezentacji Libii na letnich igrzyskach olimpijskich.

## Skład kadry

### Kolarstwo
Kolarstwo szosowe
| Zawodnik                                                      | Konkurencja                | Czas      | Pozycja |
| ------------------------------------------------------------- | -------------------------- | --------- | ------- |
| El-Munsif Ben Youssef                                         | wyścig ze startu wspólnego | DNF       | DNF     |
| Ali Hamid El-Aila                                             | wyścig ze startu wspólnego | DNF       | DNF     |
| Mohamed Ganfud                                                | wyścig ze startu wspólnego | DNF       | DNF     |
| Nuri Kaheil                                                   | wyścig ze startu wspólnego | DNF       | DNF     |
| Ali Hamid El-Aila Mohamed El-Kamaa Nuri Kaheil Khalid Shebani | jazda drużynowa na czas    | 2:24:48,2 | 21.     |

Kolarstwo torowe
| Zawodnik         | Konkurencja | Kwalifikacje | Kwalifikacje | Runda 1             | Ćwierćfinały        | Półfinały           | Finał               | Pozycja |
| Zawodnik         | Konkurencja | Czas         | Pozycja      | Przeciwnik Rezultat | Przeciwnik Rezultat | Przeciwnik Rezultat | Przeciwnik Rezultat | Pozycja |
| ---------------- | ----------- | ------------ | ------------ | ------------------- | ------------------- | ------------------- | ------------------- | ------- |
| Fawzi Abdussalam | Sprint      | DNF          | DNF          | DNF                 | DNF                 | DNF                 | DNF                 | DNF     |
| Khalid Shebani   | 1000 m      |              |              |                     |                     |                     | 1:11:627            | 17.     |

### Lekkoatletyka
| Zawodnik                                                                      | Konkurencja | Eliminacje | Eliminacje | Ćwierćfinał | Ćwierćfinał | Półfinał | Półfinał | Finał   | Finał |
| Zawodnik                                                                      | Konkurencja | Czas       | Poz.       | Czas        | Poz.        | Czas     | Poz.     | Czas    | Poz.  |
| ----------------------------------------------------------------------------- | ----------- | ---------- | ---------- | ----------- | ----------- | -------- | -------- | ------- | ----- |
| Ahmed Mohamed Sallouma                                                        | 200 m       | 22.88      | 6          |             |             |          |          |         |       |
| Salem El-Margini                                                              | 800 m       | 1:50.00    | 4          |             |             |          |          |         |       |
| Marzouk Mabrouk                                                               | 1500 m      | 3:54.30    | 9          |             |             |          |          |         |       |
| Bashir Al-Fellah Salem El-Margini Ahmed Mohamed Sallouma El-Mehdi Sallah Diab | 4x400 m     | 3:16,70    | 6.         | —           | —           | —        | —        | —       | —     |
| Issa Chetoui                                                                  | maraton     | —          | —          | —           | —           | —        | —        | 2:38:01 | 44.   |
| Enemri Najem Al-Marghani                                                      | maraton     | —          | —          | —           | —           | —        | —        | 2:42:27 | 49.   |

### Pływanie
Mężczyźni
| Zawodniczka        | Konkurencja        | Eliminacje | Eliminacje | Półfinał | Półfinał | Finał | Finał   | Pozycja |
| Zawodniczka        | Konkurencja        | Czas       | Miejsce    | Czas     | Miejsce  | Czas  | Miejsce | Pozycja |
| ------------------ | ------------------ | ---------- | ---------- | -------- | -------- | ----- | ------- | ------- |
| Abdulwahab Werfeli | 100 m st. dowolnym | 1:01,55    | 36.        | NQ       | NQ       | NQ    | NQ      | NQ      |

Kobiety
| Zawodniczka   | Konkurencja           | Eliminacje | Eliminacje | Półfinał | Półfinał | Finał | Finał   | Pozycja |
| Zawodniczka   | Konkurencja           | Czas       | Miejsce    | Czas     | Miejsce  | Czas  | Miejsce | Pozycja |
| ------------- | --------------------- | ---------- | ---------- | -------- | -------- | ----- | ------- | ------- |
| Nadia Fezzani | 100 m st. motylkowym  | 1:12,94    | 24.        | NQ       | NQ       | NQ    | NQ      | NQ      |
| Soad Fezzani  | 200 m st. dowolnym    | 2:30,14    | 22.        | NQ       | NQ       | NQ    | NQ      | NQ      |
| Soad Fezzani  | 400 m st. dowolnym    | 5:16,17    | 19.        | NQ       | NQ       | NQ    | NQ      | NQ      |
| Soad Fezzani  | 100 m st. grzbietowym | 1:16,83    | 24.        | NQ       | NQ       | NQ    | NQ      | NQ      |

### Podnoszenie ciężarów
| Zawodnik               | Konkurencja | Rwanie | Rwanie  | Podrzut | Podrzut | Razem | Pozycja |
| Zawodnik               | Konkurencja | Wynik  | Pozycja | Wynik   | Pozycja | Razem | Pozycja |
| ---------------------- | ----------- | ------ | ------- | ------- | ------- | ----- | ------- |
| Almabruk Mahmud Mahmud | -52 kg (m)  | 85     | 15.     | 105     | 15.     | 190   | 15.     |
| Ali Shalabi            | -56 kg (m)  | 95     | 19.     | 120     | 17.     | 215   | 17.     |

### Siatkówka
Tabela
| Lp. | Drużyna    | Pkt | Mecze | Mecze | Mecze | Sety | Sety | Sety  | Małe punkty | Małe punkty | Małe punkty |
| Lp. | Drużyna    | Pkt | M     | W     | P     | wyg. | prz. | ratio | zdob.       | str.        | ratio       |
| --- | ---------- | --- | ----- | ----- | ----- | ---- | ---- | ----- | ----------- | ----------- | ----------- |
| 1   | Polska     | 7   | 4     | 3     | 1     | 11   | 5    | 2.200 | 221         | 172         | 1.285       |
| 2   | Rumunia    | 7   | 4     | 3     | 1     | 10   | 5    | 2.000 | 215         | 138         | 1.558       |
| 3   | Brazylia   | 6   | 4     | 2     | 2     | 9    | 8    | 1.125 | 215         | 196         | 1.097       |
| 4   | Jugosławia | 6   | 4     | 2     | 2     | 8    | 8    | 1.000 | 189         | 177         | 1.068       |
| 5   | Libia      | 4   | 4     | 0     | 4     | 0    | 12   | 0.000 | 23          | 180         | 0.128       |

Źródło: the-sport.org
Zasady ustalania kolejności: .
Punktacja: zwycięstwo – 2 pkt; porażka – 1 pkt
Wyniki spotkań
| 20.07.1980 | Rumunia | 3:0 (15:3, 15:1, 15:1) | Libia |

| 24.07.1980 | Polska | 3:0 (15:1, 15:3, 15:1) | Libia |

| 24.07.1980 | Brazylia | 3:0 (15:1, 15:2, 15:6) | Libia |

| 26.07.1980 | Brazylia | 3:0 (15:1, 15:2, 15:6) | Libia |

Mecz o 9. miejsce
| 30.07.1980 | Włochy | 3:0 (15:2, 15:1, 15:4) | Libia |

Skład reprezentacji
| Zawodnik          |
| ----------------- |
| Kamaluddin Badi   |
| Adnan al-Chaudża  |
| Samir as-Sakr     |
| Milud Zakka       |
| Mohamed Bochor    |
| Ahmad Zubi        |
| Awad Zakka        |
| Ahmad al-Faki     |
| Dżamal az-Zaruk   |
| Elmendi el-Sherif |
| Ragab Zakka Wanis |
| Mustafa al-Misbah |